# Allophylopsis philpotti
Allophylopsis philpotti är en tvåvingeart som beskrevs av Tonnoir och Malloch 1927. Allophylopsis philpotti ingår i släktet Allophylopsis och familjen myllflugor. Inga underarter finns listade i Catalogue of Life.